# Issoufou Dayo
Issoufou Sellsavon Dayo (ur. 6 sierpnia 1991 w Bobo-Dioulasso) – burkiński piłkarz grający na pozycji środkowego obrońcy. Od 2016 jest zawodnikiem klubu Renaissance Berkane.

## Kariera piłkarska
Swoją karierę piłkarską Dayo rozpoczął w klubie Racing Bobo-Dioulasso. W 2011 roku zadebiutował w nim w pierwszej lidze burkińskiej. W 2013 roku przeszedł do Étoile Filante Wagadugu. W sezonie 2013/2014 wywalczył z nim mistrzostwo Burkina Faso.
W 2014 roku Dayo przeszedł do AS Vita Club z Kinszasy. W sezonie 2014/2015 został z nim mistrzem Demokratycznej Republiki Konga. Latem 2015 odszedł do marokańskiego Renaissance Berkane.

## Kariera reprezentacyjna
W reprezentacji Burkiny Faso Dayo zadebiutował 6 lipca 2013 roku w wygranym 1:0 meczu kwalifikacji do Mistrzostw Narodów Afryki 2014 z Nigrem. W 2017 roku został powołany do kadry na Puchar Narodów Afryki 2017.